# Zemský okres Diepholz
Zemský okres Diepholz (německy Landkreis Diepholz) je zemský okres v německé spolkové zemi Dolní Sasko. Sídlem správy zemského okresu je město Diepholz. Má přibližně 215 tisíc obyvatel. 

## Města a obce
Města:
1. Bassum
2. Diepholz
3. Sulingen
4. Syke
5. Twistringen

Obce:
1. Affinghausen
2. Asendorf
3. Bahrenborstel
4. Barenburg
5. Barnstorf
6. Barver
7. Borstel
8. Brockum
9. Bruchhausen-Vilsen
10. Dickel
11. Drebber
12. Drentwede
13. Ehrenburg
14. Eydelstedt
15. Freistatt
16. Hemsloh
17. Hüde
18. Kirchdorf
19. Lembruch
20. Lemförde
21. Maasen
22. Marl
23. Martfeld
24. Mellinghausen
25. Neuenkirchen
26. Quernheim
27. Rehden
28. Scholen
29. Schwaförden
30. Schwarme
31. Siedenburg
32. Staffhorst
33. Stemshorn
34. Stuhr
35. Sudwalde
36. Varrel
37. Wagenfeld
38. Wehrbleck
39. Wetschen
40. Weyhe